# Chac Mool

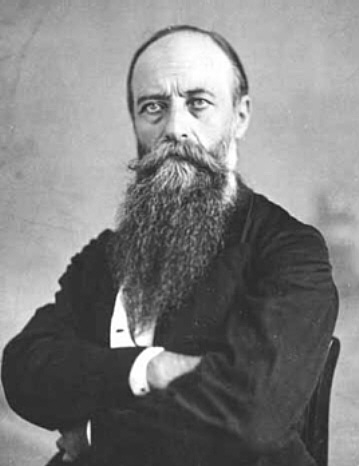
Auguste Le Plongeon.

Le terme Chac Mool a été inventé en 1875 par l'explorateur Auguste Le Plongeon pour désigner un type de statue trouvé à Chichen Itza (actuel Mexique). Ce nom éminemment fantaisiste, qui signifie « grand jaguar rouge » en maya yucatèque, continue à être employé par les archéologues tout simplement parce qu'il a été consacré par l'usage. Chac est aussi le nom du dieu de la pluie.

## Histoire
La sculpture représente un homme couché, s'appuyant sur ses coudes, les jambes repliées et la tête tournée à 90 degrés vers le côté. Il tient un plateau sur le ventre.
Ce type de statues fait son apparition en Mésoamérique au début du Postclassique et est associé aux Toltèques. La plupart des exemplaires connus ont été trouvés à Tula ou à Chichen Itza, où l'on en a retrouvé une douzaine. Ce type de statues fait d'ailleurs partie des arguments qui alimentent le débat sur les relations entre ces deux sites.
Il existe cinq exemplaires de Chac Mool provenant du Michoacan en pays tarasque. Ils posent le problème, sans réponse pour le moment, de l'époque à laquelle une influence toltèque s'est manifestée dans cette région excentrique de la Mésoamérique.  Leur existence pourrait simplement s'expliquer par l'origine commune des Tarasques et des Toltèques.
Lors des fouilles du Templo Mayor à Mexico, on en a trouvé un exemplaire aztèque devant le sanctuaire de Tlaloc datant de la phase II de ce monument. Bien préservé par les constructions des phases suivantes qui l'ont recouvert, il a conservé ses couleurs. On en a retrouvé plusieurs autres exemplaires aztèques. Le plus connu et le mieux conservé a été retrouvé en 1943 en dehors du centre cérémoniel de Tenochtitlan, d'où il pourrait avoir été retiré après la conquête espagnole. Le visage porte un masque de Tlaloc. Plutôt qu'un plateau, il tient dans ses mains un « cuauhxicalli » (vase destiné à recevoir le cœur des victimes sacrifiées) typiquement aztèque, mais au lieu d'être creux, il a un sommet plat décoré lui aussi d'un masque de Tlaloc. Enfin, la base du monument est également décorée d'un Tlaloc.
La théorie la plus courante est que le plateau est destiné à recevoir le cœur des victimes sacrifiées. Le Chac Mool servait aussi probablement de « techcatl » (autel sacrificiel).

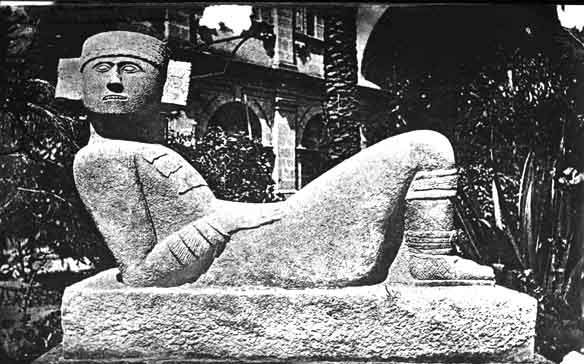
Un des Chac-Mool de Chichén Itzá.
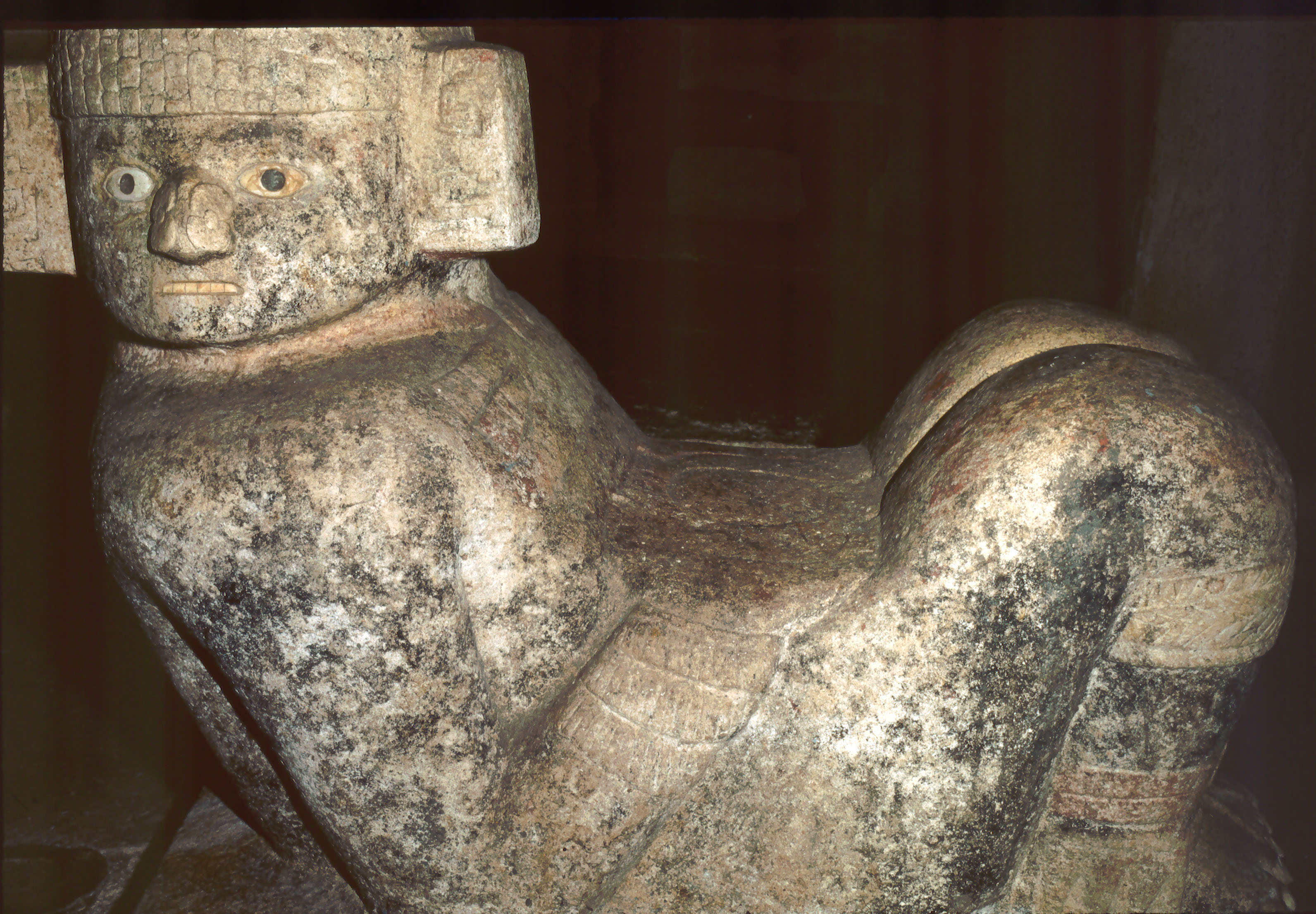
Chac-Mool de la substructure du Castillo à Chichen Itzá.
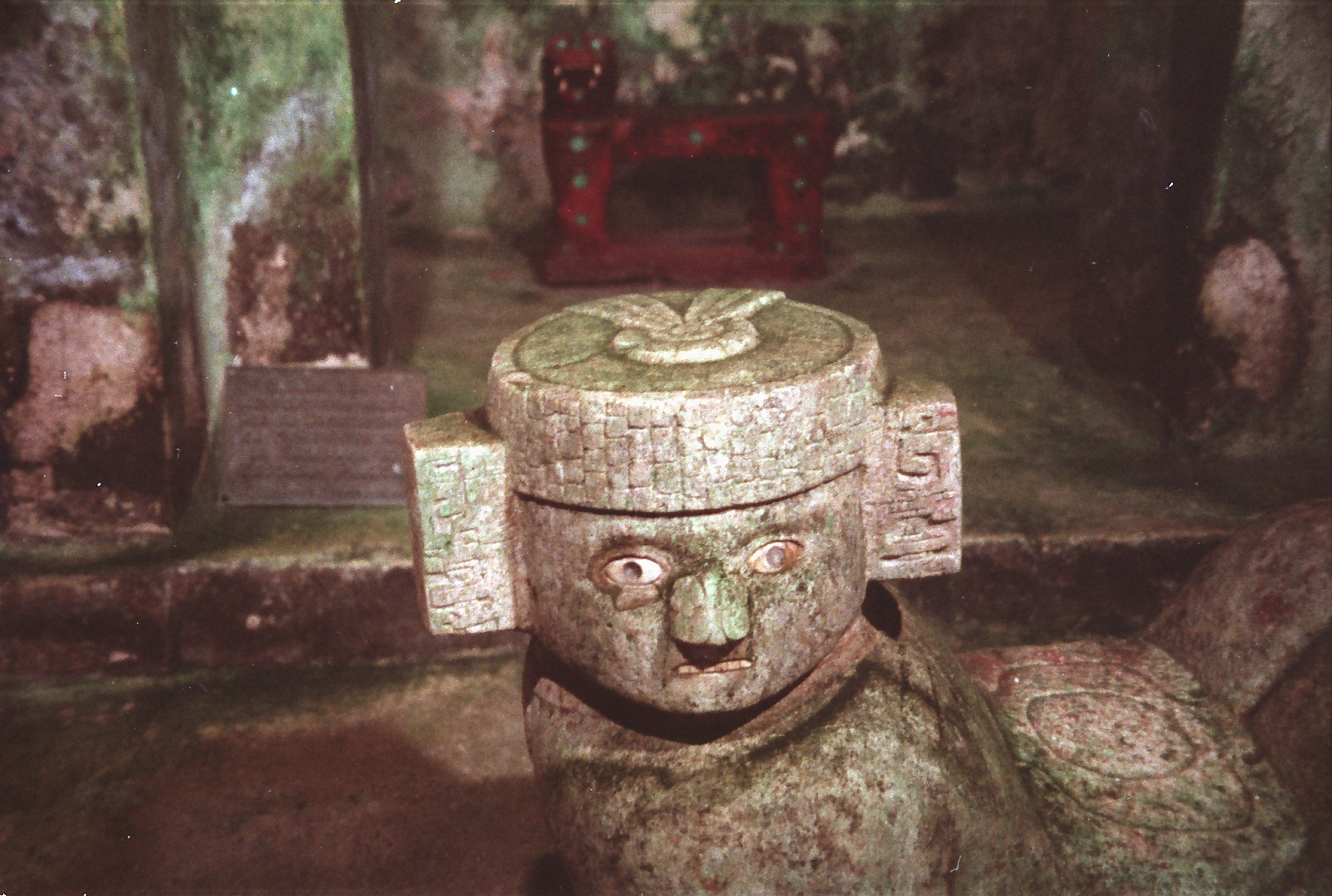
Chac Mool de Chichen Itzá.
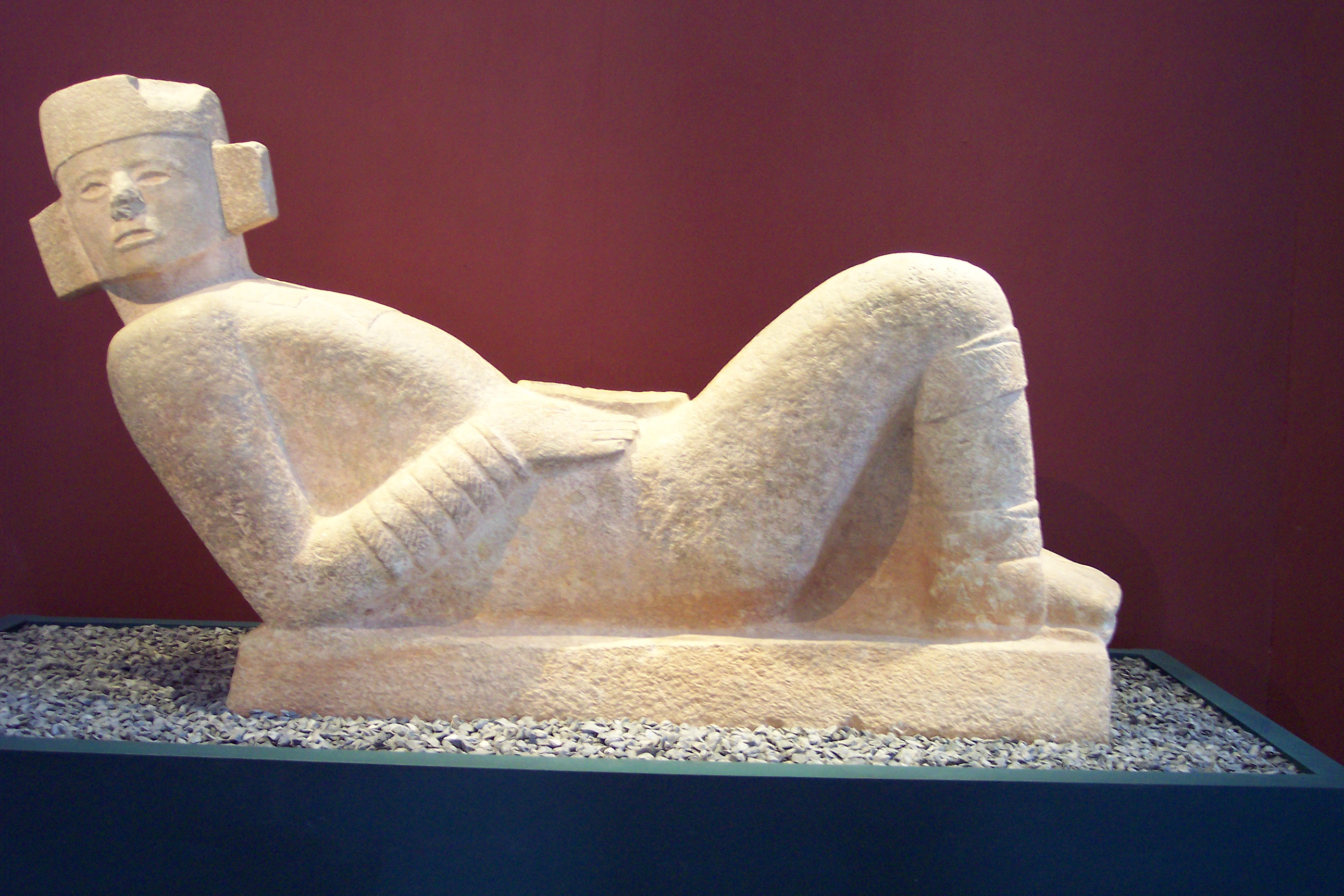
Chac Mool de Chichen Itzá conservé au Museo regional de Yucatán à Merida.
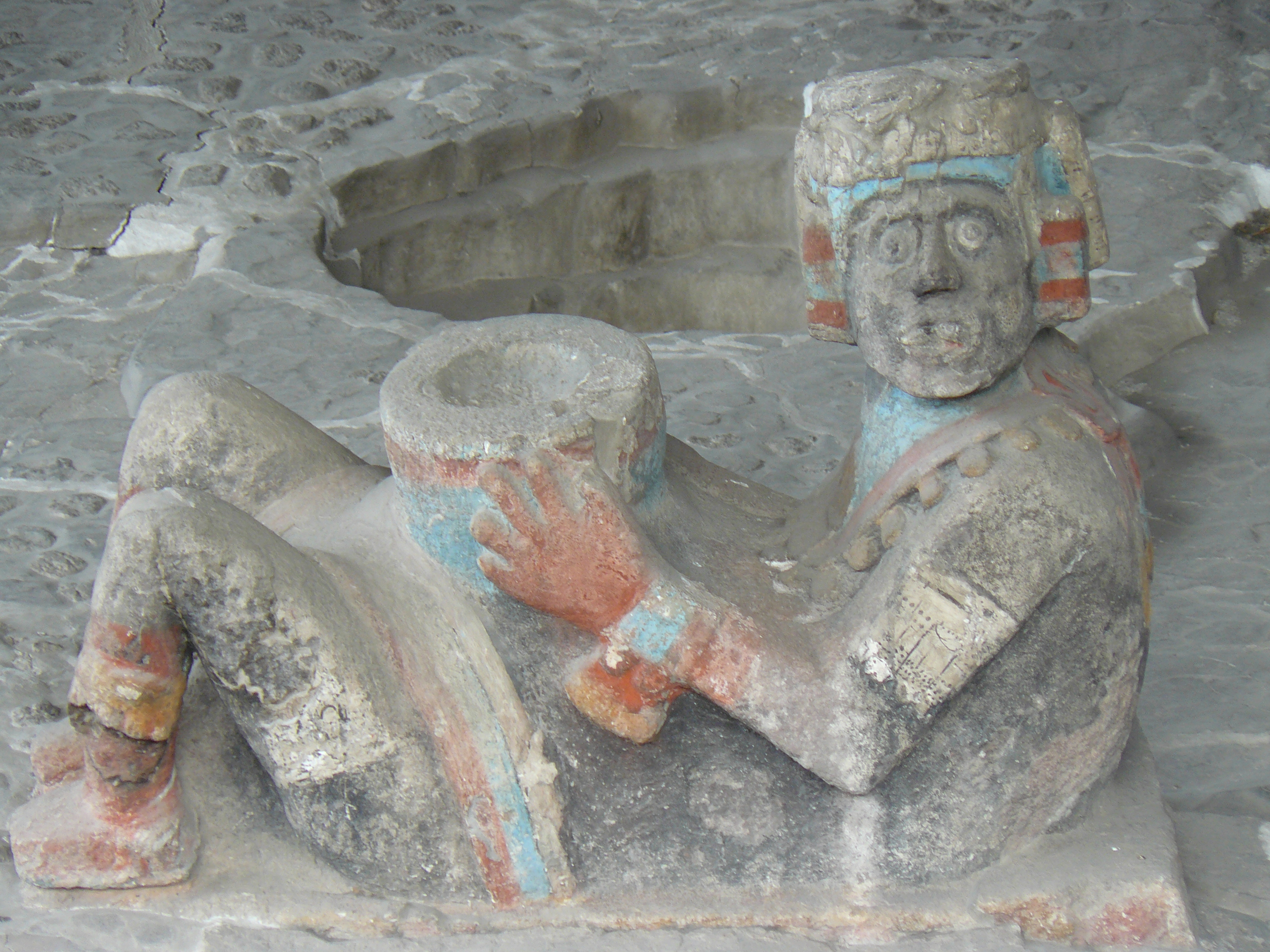
Chac-Mool du Templo Mayor à Mexico.
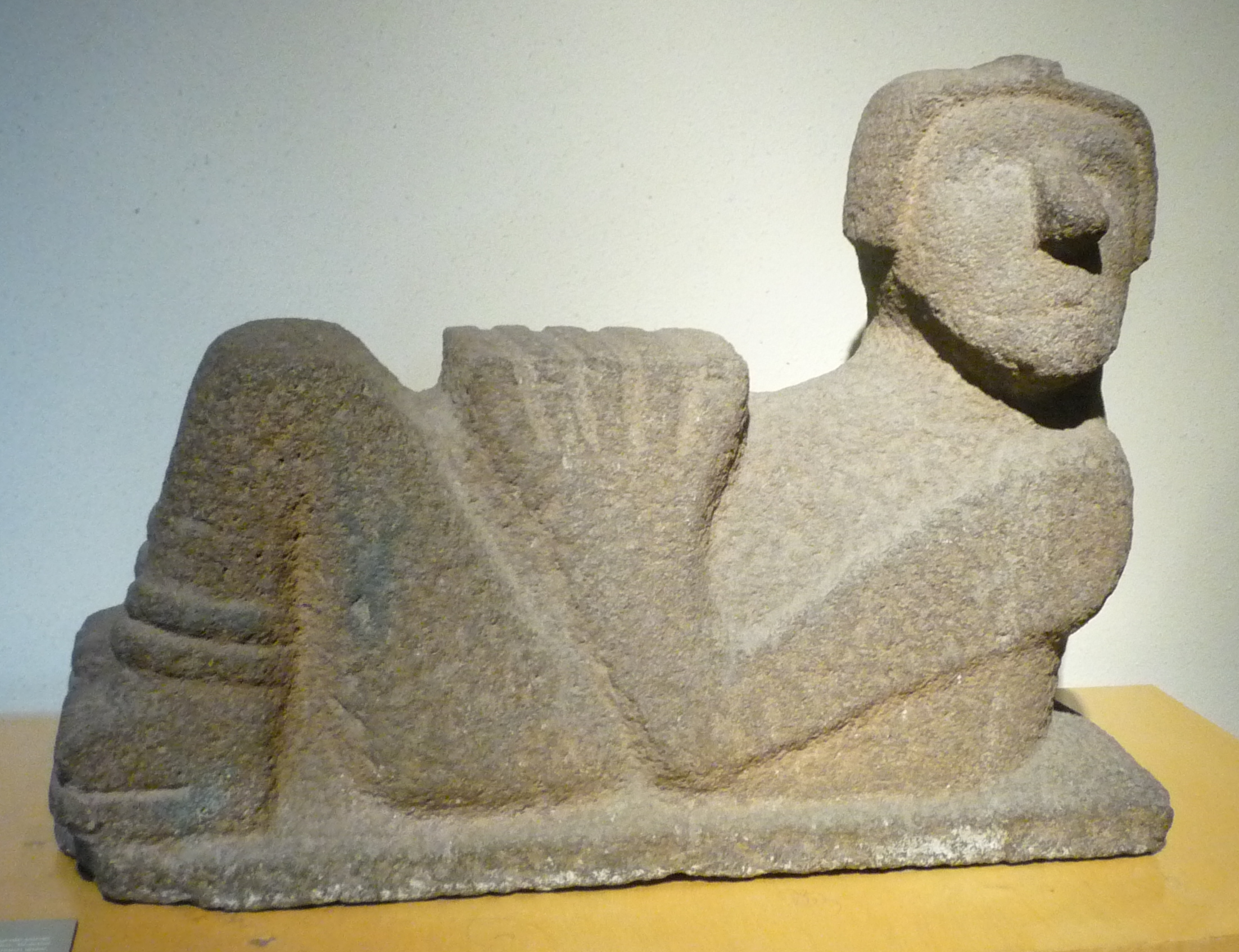
Chac Mool tarasque.